# Fontanell

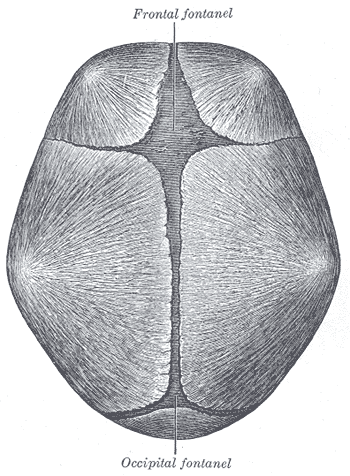
Kraniet vid födseln, främre och bakre fontanellerna markerade.
Illustration: Gray's Anatomy, 1918. (PD)

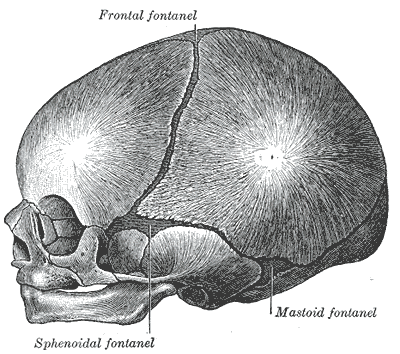
Kraniet vid födseln, laterala fontaneller markerade.
Illustration: Gray's Anatomy, 1918. (PD)

En fontanell (latin: fonticulus) är, i människans anatomi, bindvävstäckta luckor i nyföddas kranium. Två större fontaneller finns på hjässan respektive i nacken och två par mindre fontaneller förekommer lateralt på kraniets bägge sidor.

## Olika fontaneller
Hos unga barn består kraniet förutom ansiktsskelettet av fem ben: två pannben, två hjässben och ett nackben. Dessa ben förenas hos vuxna av suturlinjer som medger rörelser i kraniet vid födsel och då hjärnan växer. Fontanellerna förbenas vanligen under barnets andra levnadsår.

### Främre fontanellen
Den främre, rombformade fontanellen är den största. Den sitter där de två pannbenen förenas med hjässbenen. Denna fontanell förblir öppen upp till två-årsåldern. Vid kleidokranial dysplasi stängs den främre fontanellen sent, ibland förblir den öppen hela livet.
Den främre fontanellen är kliniskt användbar. Vid palpation av barnets kranium tyder en försjunken fontanell på dehydrering (uttorkning) liksom en mycket spänd eller utbuktande fontanell tyder på förhöjt intrakraniellt tryck.

### Bakre fontanellen
Vid födseln finns i barnets kranium en mindre bakre fontanell där de två hjässbenen förenas med nackbenet. Denna fontanell krymper snabbt vilket gör att suturerna mellan de tre benen liknar ett "Y" och därför kallas lambda från den grekiska bokstaven λ. Den bakre fontanellen stängs vanligen under barnets första levnadsmånader.

### Laterala fontaneller
De laterala fontanellerna är små och oregelbundna och finns vid hjässbenens anslutning till tinningbenen respektive kilbenet. Ytterligare en fontanell förekommer ibland i sagittalsuturen intill obelion.

## Etymologi
Ordet fontanell kommer närmast från italienska: fontanella, diminutiv av fontana, "brunn" eller "källa" eller av äldre franska: fontanelle, "liten fontän".